# Fred Pentland
Frederick Beaconsfield Pentland, angleški nogometaš in trener, * 29. julij 1883, Wolverhampton, Anglija, Združeno kraljestvo, † 16. marec 1962, Poole, Dorset, Anglija.
V svoji aktivni nogometni karieri je igral za Blackpool F.C. , Blackburn Rovers, Brentford F.C., Queens Park Rangers, Middlesbrough F.C. , Halifax Town in Stoke City ter za angleško nogometno reprezentanco.
Kot trener je delal za nemško nogometno reprezentanco (1914), francosko nogometno reprezentanco (Poletne olimpijske igre 1920), Racing de Santander (1921), Athletic Bilbao (1921), Athletic Madrid (1927), Real Oviedo, Atlético de Madrid, špansko nogometno reprezentanco (1929), Athletic Bilbao (1929) in Athletic Madrid (1933).